# Crouch (Swale)
Pour les articles homonymes, voir Crouch.
Crouch est un hameau du civil parish de Boughton under Blean dans le district de Swale, dans le comté du Kent. Il y a, à proximité, la ville de Faversham et les villages de Selling, Gushmere, South Street est Neames Forstal.